# Мэгура (Молдова)
Мэгура (рум. Măgura) — село в Фалештском районе Молдавии. Наряду с сёлами Петросу и Новая Мэгура входит в состав коммуны Петросу.

## География
Село расположено на высоте 271 метров над уровнем моря.

## Население
По данным переписи населения 2004 года, в селе Мэгура проживает 38 человек (21 мужчина, 17 женщин).
Этнический состав села:
| Национальность | Число жителей | Процентный состав |
| -------------- | ------------- | ----------------- |
| молдаване      | 37            | 97.37             |
| прочие         | 1             | 2.63              |
| Всего          | 38            | 100%              |